# Сергеев, Николай Александрович (атлет)
Николай Александрович Сергеев (род. 7 июня 1991, Симферополь) — украинский спортсмен-тяжелоатлет, пауэрлифтер. Мастер спорта международного класса, чемпион и рекордсмен мира по пауэрлифтингу среди юношей и юниоров в весовой категории до 90 кг и до 100 кг.

## Биография
Николай Сергеев родился 17 июня 1991 года в городе Симферополь. В 2004 году начал заниматься пауэрлифтингом под руководством мастера спорта СССР по тяжелой атлетике Мухамедьярова Наримана Хайдаровича. До этого занимался многими другими видами спорта, в том числе и боксом, который не бросил и пытался совмещать с тренажерным залом в первые годы тренировок. Постепенно пауэрлифтинг и бодибилдинг вытеснили другие виды.
В 2008 году Николай окончил школу с золотой медалью и поступил в Южный филиал Национального университета биоресурсов и природопользования Украины «Крымский агротехнологический университет». В том же году спортсмен начал тренироваться у мастера спорта международного класса по пауэрлифтингу, президента Крымской Ассоциации Пауэрлифтинга Горбунова Вячеслава Анатольевича и первый раз стал чемпионом Украины по пауэрлифтингу по версии UDFPF.
В настоящее время Сергеев выполнил норматив на звание мастера спорта международного класса, имеет в своем активе больше 20 побед на чемпионатах Украины по разным версиям, около 20 золотых медалей на соревнованиях международного уровня, чемпионатах Европы, мира. Рекордсмен Украины, Европы и мира (около 40 рекордов мира среди юношей до 19 лет, юниоров и мужчин(открытой категории)) по разным версиям (UPO (EPA, IPA), WPC, GPF, UDFPF (WDFPF), WPA и др.).